# Emily Bölk
Emily Charlot Bölk (født. 28. April 1998 i Buxtehude, Tyskland) er en kvindelig  tysk håndboldspiller som spiller for ungarske Ferencváros TC og Tysklands kvindehåndboldlandshold.

## Karriere

### Klubhold
Bölk skiftede til Bundesliga-topklubben Thüringer HC i sommeren 2018. Forinden havde hun spillet flere sæsoner for barndomsklubben Buxtehuder SV. Hun gik desuden på Viborg Idrætshøjskole, i årene 2012-2013. Den 1. september 2018 vandt hun DHB-Supercup med klubben og en måned efter, den 7. oktober 2018 spillede Bölk i EHF Champions League for første gang. I hendes debutkamp mod RK Podravka Koprivnica, scorede hun to mål. Med Thüringer HC vandt hun også DHB-Pokalen i 2019. I finalen scorede hun det afgørende mål mod SG BBM Bietigheim i sidste sekund og gjorde det til 24-23. I 2018/19-sæsonen sluttede hun på en fjerdeplads på topscorerlisten i Handball-Bundesliga Frauen med i alt 151 mål. Sæsonen stod hun noteret for 74 mål i 17 ligakampe, inden coronaviruspandemien.
Siden sommeren 2020 har hun optrådt for den ungarske storklub Ferencváros TC. Med Ferencváros vandt hun det ungarske mesterskab i 2021. Bag hollænderen Angela Malestein (136 mål) var Bölk den næstmest scorende spiller på holdet med 124 mål.

### Landshold
Bölk fik debut for det tyske A-landshold den 5. juni 2016 i en EM-kvalifikationskamp mod Island. Hun blev første gang udtaget til en slutrunde ved EM 2016 i Sverige, hvor holdet blev nummer seks.
I begyndelsen af VM 2017 på hjemmebane var Bölk ikke en del af landsholdet, på grund af en fodskade. Først i den tredje kamp mod Serbien blev hun udtaget af landstræner Michael Biegler. Tyskland røg dog ud i ottendedelsfinalen mod Danmark. Hun var ligeledes med for Tyskland ved EM 2018 og EM 2020, samt VM 2019 og VM 2021.
I juni 2021 blev hun udnævnt som ny landsholdsanfører, samme med Borussia Dortmund-spilleren Alina Grijseels.